# Zinken Hopp

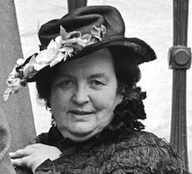
Zinken Hopp, 1964

Signe Marie „Zinken“ Brochmann Hopp (* 9. Januar 1905 in Ullensvang; † 3. September 1987 in Bergen) war eine norwegische Schriftstellerin und Übersetzerin. Sie wurde unter anderem durch ihre Kinderbücher bekannt.

## Leben
Hopp kam im Jahr 1905 als Tochter des Journalisten Diderik Hegermann Brochmann und dessen Ehefrau Margit Hagen auf die Welt. In ihrer Familie waren mehrere Personen bereits als Schriftsteller und Übersetzer tätig, ihr jüngerer Bruder Odd Brochmann wurde später ein bekannter Architekt. Hopp erhielt im Jahr 1925 die Hochschulreife und sie besuchte anschließend die Statens håndverks- og kunstindustriskole in Oslo. Das dortige Studium brach sie jedoch ab und Hopp begann als Gouvernante in Großbritannien, Spanien und Frankreich zu arbeiten. Des Weiteren unternahm sie Studienreisen in Länder wie Dänemark, Griechenland, China und Island. Im Jahr 1932 heiratete sie Einar Meidell Hopp, den Rundfunkchef in Bergen.
Im Jahr 1930 hatte sie unter dem Namen Z. Brochmann mit den Werken Guvernantevers und Viser fra vidda ihr literarisches Debüt. Es folgten die Gedichtsammlungen Kjøkkenvers (1933), – merkelig nok! (1935) und Innen fire vegger (1938). Hopp schrieb außerdem Biografien über Ole Bull und Hanna Winsnes sowie Reiseschilderungen und kulturhistorische Bücher.
1939 wurde ihre erste Übersetzung Hvordan jeg blev en smart pike (deutsch: Wie ich ein schlaues Mädchen wurde) veröffentlicht. Das Original war das deutschsprachige Kinderbuch Ich war ein häßliches Mädchen von Annemarie Selinko. Mit En demokrat dør folgte 1940 eine Übersetzung des englischsprachigen Buches A democrat dies von Pamela Frankau. Im Laufe der 1940er-Jahre übersetzte sie weitere Bücher aus dem Deutschen, Englischen, Schwedischen und Dänischen. Besonders bekannt wurden dabei ihre Übersetzung von Alice im Wunderland (Else i eventyrland), welche 1946 in Norwegen veröffentlicht wurde. Dabei wählte sie eine eher freie Übersetzung des Originaltextes. Im Jahr 1979 wurde der norwegische Titel zu Alice i eventyrland geändert.
Im Jahr 1943 begann Hopp damit, eigene Kinderbücher zu veröffentlichten. Diese wurden teilweise von ihrem Bruder Odd Brochmann illustriert. Ihr bekanntestes Werk wurde Trollkrittet, das in mehrere Sprachen übersetzt wurde und von einem Jungen handelte, der eine magische Kreide findet. Es wird wie auch weitere ihrer Werke zur Unsinnsliteratur gerechnet. Neben ihrer Tätigkeit als Schriftstellerin schrieb Hopp auch für Zeitungen und sie arbeitete für das Radio. Für den Norsk rikskringkasting (NRK) fertigte sie die Hörspiele Ole Bulls teater (1949) und Valse triste (1950) an. Des Weiteren unterrichtete sie für längere Zeit Kunstgeschichte an der Kunsthandwerkschule in Bergen.
Hopp starb im Alter von 82 Jahren in Bergen.

## Auszeichnungen
- 1984: Bastianpreis für herausragende Verdienste um die Übersetzung[5]

## Werke (Auswahl)
- 1930: Guvernantevers
- 1930: Viser fra Vidda
- 1933: Kjøkkenvers
- 1935: – merkelig nok
- 1937: Persetorsken
- 1938: Innen fire vegger
- 1943: Barn og blomster
- 1943: Hanna Winsnes
- 1945: Eventyret om Ole Bull
- 1945: Da mor var liten
- 1946: Baktanker med boktanker
- 1948: Trollkrittet
- 1951: Milla hos moster
- 1951: Kong Arthur og ridderne av det runde bord
- 1957: Hvem er hvem i kongerekken
- 1959: Jon og Sofus
- 1960: Kari
- 1961: Nils
- 1961: Norwegian History Simplified
- 1963: Fra Oldmor til tenåring
- 1969: Arven fra Adamson
- 1973: Boblene
- 1978: Papegøyen